# Socket 754
Le Socket 754 fut développé par AMD pour succéder au Socket 462 (aussi appelé Socket A). Le Socket 754 a été le premier socket d'AMD compatible avec leur nouvelle architecture 64 bits, l'AMD64.
Le Socket 754 est un socket pour les petits budgets, destiné aux processeurs AMD Athlon 64 ou Sempron puis Turion. Son successeur est le Socket 939, destiné principalement aux Athlon 64 (et plus tard à la série 100 des Opterons). Ses principales différences par rapport à ce socket sont :
- il est uniquement compatible avec un contrôleur mémoire à un seul canal (large de 64 bits) avec un maximum de 3 modules DIMMs[2] ;
- la vitesse de son bus HyperTransport est plus basse (800 MHz)[2] ;
- sa bande passante mémoire est plus basse (9,6 Go/s)[2] ;
- le prix de fabrication des cartes mères est plus faible[2].

## Contexte
Les sockets AMD par ordre chronologique :
- Socket A
- Socket 754
- Socket 939
- Socket 940
- Socket AM2
- Socket F
- Socket F+
- Socket AM2+
- Socket AM3
- Socket AM3+
- Socket AM4